# Гюльджемаль Кадын-эфенди
Гюльджема́ль Кады́н-эфе́нди (тур. Gülcemal Kadın Efendi; 1826, Сараево — 29 октября/16 ноября/29 ноября 1851, Стамбул) — четвёртая жена османского султана Абдул-Меджида I, мать султана Мехмеда V и нескольких дочерей.

## Биография
По данным мемуариста Харуна Ачбы, Гюльджемаль родилась в Сараево в 1826 и была боснийкой по происхождению. Энтони Алдерсон также указывает годом рождения Гюльджемаль 1826 год. Турецкий историк Недждет Сакаоглу называет эту дату лишь предполагаемым годом рождения Гюльджемаль.
Предположительно, племянником Гюльджемаль был Сарайовалы Сабит-бей, служивший эсвабджибаши (мастером гардероба) султана Мехмеда V; Сабит был женат на черкешенке Мелекпер-ханым, которая, в свою очередь, была родственницей известного черкесского поэта Мехмеда Фетгерея Шёену. Мехмеда Фетгерея ошибочно считали кровным родственником Сабита, из-за чего ходили слухи, что Гюльджемаль также была черкешенкой. Мемуаристка и наложница Мурада V Филизтен Ханым-эфенди отмечает, что шестой хазнедар (казначеем) султана Мехмеда V была Невфер-калфа, приходившаяся родной сестрой Сабит-бею и вероятной племянницей Гюльджемаль. Кроме того, Ачба упоминает, что у Гюльджемаль была сестра Бимисаль-ханым.

### Жена султана
Харун Ачба пишет, что Гюльджемаль попала в гарем вместе с сестрой Бимисаль, привлекла внимание Абдул-Меджида I и стала его женой в 1840 году. Энтони Алдерсон указывает датой заключения брака 27 марта 1843 года, при этом он отмечает, что дата брака дана по «Готскому альманаху» и может означать как официальный брак, так и получение официального титула фаворитки. Недждет Сакаоглу отмечает, что Гюльджемаль уже была в гареме султана, когда он взошёл на престол 1 июля 1839 года.
Источники сходятся во мнении, что Гюльджемаль была четвёртой женой султана с титулом кадын-эфенди. Однако Сакаоглу отмечает, что этот титул она получила не сразу: 1 ноября 1840 года, после рождения старшей дочери, она получила титул лишь третьей икбал султана, после рождения второй дочери в 1842 году получила титул пятой жены, а затем, уже после рождения сына в 1844 году, — четвёртой жены. Турецкий историк Чагатай Улучай даёт немного другую последовательность получения титулов: на момент рождения старшей дочери Гюльджемаль носила титул третьей икбал и за рождение дочери была повышена до второй икбал, после рождения Рефии она стала пятой кадын-эфенди, а после рождения сына — четвёртой кадын-эфенди.
Ачба сообщает, что современники описывали её как очень красивую, «стройную и чувствительную» женщину. Улучай также указывает, что Гюльджемаль была очень красивой и чуткой, кроме того, она была одной из самых любимых женщин султана. Сакаоглу описывал Гюльджемаль как женщину «светловолосую голубоглазую со спокойным нравом»; он также отмечал, что позднее старые придворные находили большое сходство Мехмеда V с матерью. Немецкий врач Зигмунд Шпитцер, осматривавший Гюльджемаль в последние дни её болезни, так описал её: «…она сама распахнула вуаль на лице и тогда я увидел перед собой такую красивую женскую голову, которую никогда в жизни не видел прежде…». Однако Улучай, приводящий те же слова Шпитцера, указывает, что немецкий врач встречался с женой султана не незадолго до её смерти, а ранее — когда заболела она сама и её единственный сын. Сакаоглу пишет, что Гюльджемаль хорошо заботилась о своих детях: это может объяснить тот факт, что в условиях высокой детской смертности во дворце, выжили все трое её детей. Кроме того, Сакаоглу отмечает, что она была весьма образованной: когда наступала «ночь» Гюльджемаль, она до утра разговаривала с султаном, рассказывала ему «сладким голосом» восточные сказки и гаремные истории в «своём уникальном стиле»; вероятнее всего, это были не просто истории — она обсуждала с супругом литературные вопросы, жизнь во дворце, семейные отношения и, возможно, политические вопросы. Гюльджемаль также прославилась в гареме целомудрием, благородством, чуткостью, знаниями и красивым голосом. Об образованности четвёртой жены Абдул-Меджида I упоминает и Чагатай Улучай.
Гюльджемаль заболела, когда была совсем молодой. Придворная дама Лейла Саз вспоминала, что султан очень любил Гюльджемаль: беспокоясь о здоровье жены, он сначала приставил к ней многочисленных сиделок и гаремных лекарей, а затем, когда лечение не помогло, отправил её к своему личному врачу Исмаилу-паше, сообщив ему: «…эта женщина — единственная из моих жён, к которой я чувствую искреннюю сердечную привязанность. Я провёл с ней всю свою жизнь и чувствую эту сердечную привязанность к ней с самой юности…». Позднее, уже понимая, что Гюльджемаль умирает, Абдул-Меджид I признался немецкому врачу Шпитцеру, что она «его единственная жена, которую он любит по настоящему». Несмотря на то, что Гюльджемаль стойко перенесла примитивное лечение в гареме, а лечение, прописанное Исмаилом-пашой, дало кратковременное улучшение, болезнь прогрессировала; вероятно, не последнюю роль в ухудшении состояния Гюльджемаль сыграли многочисленные роды за короткий период времени.
Гюльджемаль умерла во дворце в Ортакёе в 1851 году от туберкулёза; версии о точной дате её смерти разнятся: Ачба и Улучай указывают 16 ноября, Сюрея — 29 октября, Сакаоглу и Алдерсон 29 ноября, а Филизтен — 16 декабря. Харун Ачба называет местом погребения Гюльджемаль кладбище при Новой мечети в Стамбуле, тогда как Филизтен Ханым-эфенди и Чагатай Улучай — мавзолей Джедид-Хаватин при той же мечети, а Недждет Сакаоглу — мавзолей Турхан-султан, где позднее также упокоилась вторая её дочь Рефия.
Воспитанием детей Гюльджемаль после её смерти занялась главная жена Абдул-Меджида I Серветсеза Кадын-эфенди, не имевшая собственных детей.

## Потомство
Среди детей Гюльджемаль Харун Ачба и Филизтен Ханым-эфенди называют двоих дочерей и сына: Фатьму-султан (р. 1840), Рефию-султан (р. 1842) и шехзаде Мехмеда Решада-эфенди (р. 1843/1844). Сакаоглу и Улучай также указывают троих детей, однако называют точные даты их жизни: Фатьма (1 ноября 1840 — 26 августа 1884), Рефия (7 февраля 1842 — 4 января 1880) и Мехмед Решад (2 ноября 1844 — 3 июля 1918).
Энтони Алдерсон называет детьми Абдул-Меджида I от Гюльджемаль четверых дочерей и сына: Фатьму (1 ноября 1840—1883), Рефию (8 января 1842—1879), Хатидже (8 января 1842—1842), Мехмед V Решад (р. 3 ноября 1844) и Рукие.
Фатьма-султан была дважды замужем: в первом браке с 24 февраля 1854 года за Али Галипом-пашой (1829—1858), сыном великого визиря Бююк Мустафы Решида-паши; вторым браком с 24 марта 1859 года за Мехмедом Нури-пашой (ум. 1883), сыном Арифа-паши. Во втором браке родились двое детей — сын султанзаде Мехмед Фуад-бей (ум. в июле 1862) и дочь Эмине Лютфие Ханым-султан (умерла в возрасте 2,5 лет 13 августа 1865). Рефия-султан была замужем за Мехмедом Эдхемом-пашой, сыном от первого брака Дамад Мехмеда Али-паши, с 21 июля 1857 года; Алдерсон пишет, что в браке Рефия имела потомство, однако Сакаоглу отмечает, что брак оставался бездетным.
Мехмед V Решад взошёл на престол в 1909 году с результате младотурецкой революции и правил вплоть до своей смерти в 1918 году, став фактически первым конституционным монархом в истории Османской империи. У Мехмеда Решада было пятеро жён, от которых родились трое сыновей и дочь.

## Память

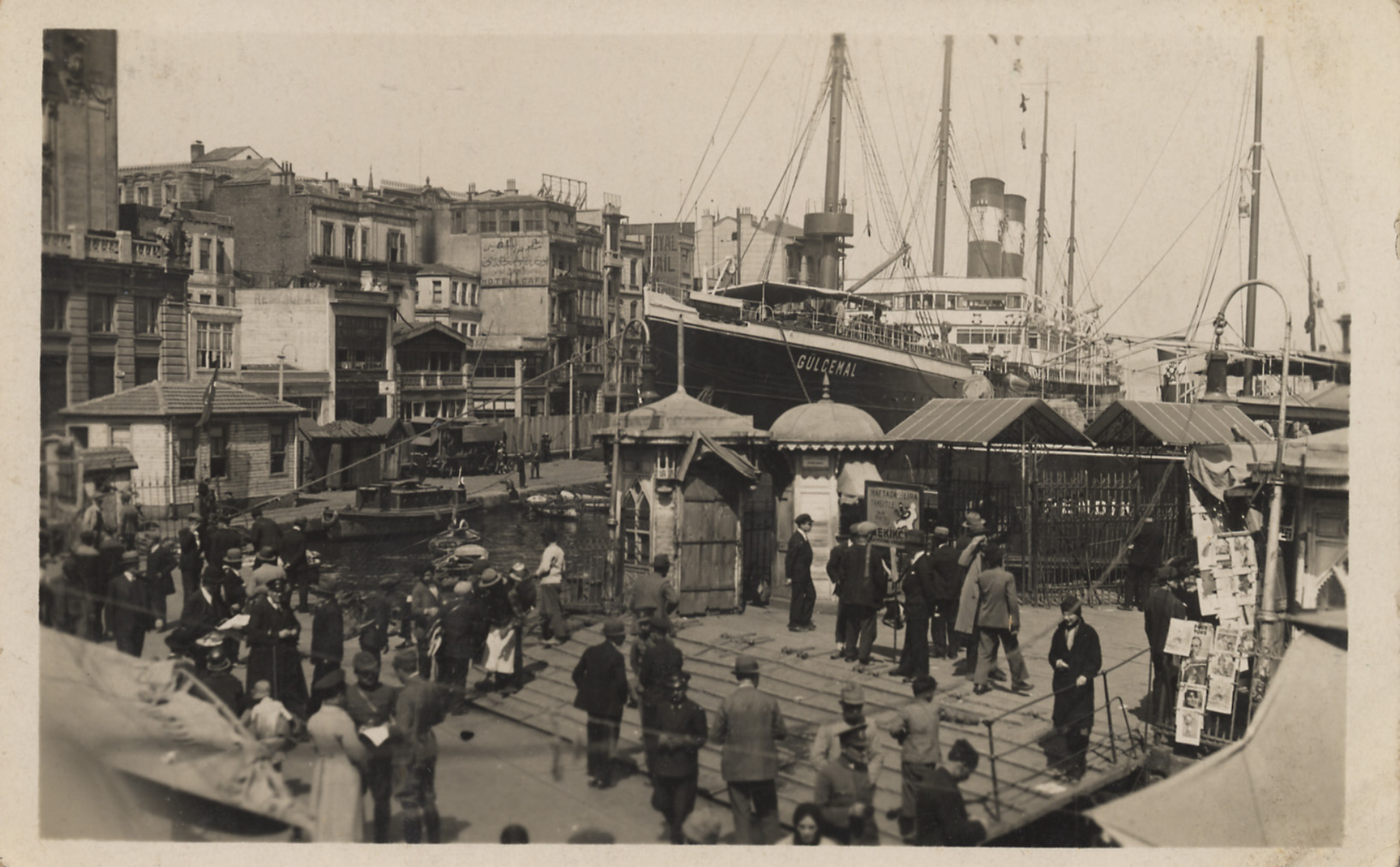
Гюльджемаль в Каракёе между 1928 и 1937 годами

В 1911 году правительством Османской империи был приобретён океанский лайнер SS Germanic, построенный в 1874 году; в 1928 году корабль был переименован в честь матери Мехмеда V в Гюльджемаль. Также в правление Мехмеда V в память о его покойной матери был назван свежепостроенный военный корабль.